# Capitol Hill, British Columbia
Capitol Hill är en kulle i Kanada.   Den ligger i provinsen British Columbia, i den södra delen av landet, 3 500 km väster om huvudstaden Ottawa. Toppen på Capitol Hill är 201 meter över havet, eller 167 meter över den omgivande terrängen. Bredden vid basen är 5,0 km.
Terrängen runt Capitol Hill är varierad, och sluttar söderut.Runt Capitol Hill är det mycket tätbefolkat, med 2 345 invånare per kvadratkilometer.. Närmaste större samhälle är Burnaby, 3,4 km sydost om Capitol Hill. 
Runt Capitol Hill är det i huvudsak tätbebyggt.